# НЕ врата
| УЛАЗ | ИЗЛАЗ |
| 0    | 1     |
| 1    | 0     |

НЕ врата (инвертер) или НЕ коло, НЕ капија (енгл. NOT gate, inverter) су дигитална логичка врата чији излаз прати таблицу истине показану на лијевој страни. Логичка јединица „1“ се појављује на излазу само кад је улаз у стању логичке „0“, а „1“ на улазу производи „0“ на излазу.
Дакле, излаз негира или инвертује (инвертира) стање на улазу, и одатле назив НЕ врата или инвертер.

## Математичко-логичко разматрање
Можемо рећи да НЕ врата обављају функцију логичке негације.
Шире разматрање се може видјети под Логичка негација.

## Симболи
Постоје 2 симбола за НЕ врата, обични („војни“, „амерички“) и четвртасти (ИЕЦ).

## Основна компонента
Инвертер се сматра основним градивним блоком дигиталне електронике. Меморија, мултиплексери, декодери и други склопови се функционално ослањају на инвертер.

## Хардверски опис и распоред пинова
НЕ врата постоје у TTL и CMOS изведби као интегрална кола. Примјер се може видјети на слици.
- ЦМОС НЕ коло:
  - 4009, 4049: шестострука НЕ врата

- ТТЛ НЕ кола:
  - 7404: шестострука НЕ врата

- ХЦМОС НЕ кола:
  - 74ХЦ04: шестострука НЕ врата

## Замјена
Ако НЕ коло није доступно, може се узети једно од универзалних логичких НИ или НИЛИ кола, и улази се кратко споје. Тиме се добија инвертер са једним улазом.